# Lamellocepheus personatus
Lamellocepheus personatus är en kvalsterart som först beskrevs av Berlese 1910.  Lamellocepheus personatus ingår i släktet Lamellocepheus och familjen Nosybeidae. Inga underarter finns listade i Catalogue of Life.